# Чайкун Яким Федорович
Яким Федорович Чайкун (1889, с. Пригородок, Хотинський повіт — не пізніше 1955, Хотин) — український радянський діяч, селянин, голова Пригородоцької сільської ради Хотинського району Чернівецької області. Депутат Верховної Ради СРСР 1—2-го скликань від Чернівецької області (1941—1950).

## Біографія
Народився в бідній селянській родині. З восьмирічного віку пас овець, наймитував. Закінчив три класи церковноприходської школи в рідному селі.
З 1905 року займався контрабандою на російсько-австрійському кордоні, переводив російських революціонерів, постачав через кордон нелегальну літературу. Належав до російських соціал-революціонерів (есерів).
У 1907 році заарештований російською поліцією, деякий час перебував у в'язниці.
У 1910—1918 роках — в російській імператорській армії, учасник Першої світової війни.
У 1918 році повернувся в рідне село, працював у сільському господарстві. Займався контрабандою через річку Дністер на румунсько-радянському кордоні, за що був заарештований у 1921 році румунською владою. Через деякий час був звільнений із ув'язнення, працював у сільському господарстві, вів підпільну революційну діяльність.
Весною 1932 року знову заарештований і засуджений на п'ять років ув'язнення. Відбував покарання у румунських тюрмах в Моржинянах, Дофтані, Яссах, Хотині. У липні 1939 року повернувся до рідного села.
Після захоплення Буковини Червоною армією, з липня 1940 по 1941 рік — голова Пригородоцької сільської ради Хотинського району Чернівецької області.
Під час німецько-радянської війни перебував у евакуації.
З 1944 року — заступник голови виконавчого комітету Хотинської районної ради депутатів трудящих Чернівецької області.
Помер між 1950 та 1955 роками.